# Crossoloricaria bahuaja
Crossoloricaria bahuaja es una especie de pez de la familia Loricariidae.

## Morfología
Los machos pueden llegar alcanzar los 16,4 cm de longitud total.
Número de  vértebras: 33-34.

## Hábitat
Es un pez de agua dulce y de clima tropical.

## Distribución geográfica
Se encuentran en la cuenca de los ríos Madre de Dios en Perú y Río Grande y Manuripe (Pando, en Bolivia).